# Pedro Luna
Pedro Luna Pérez (* 19. Oktober 1896 in Los Ángeles; † 18. Dezember 1956 in Viña del Mar) war ein chilenischer Maler.
Luna studierte ab 1912 an der Escuela de Bellas Artes in Santiago und war Schüler von Fernando Álvarez de Sotomayor, Juan Francisco González, José Mercedes Ortega, José Backhaus, Alberto Valenzuela Llanos, Julio Fossa Calderón und Pedro Lira. Nach einer von José Prida in der Sala El Mercurio in Santiago veranstalteten Ausstellung, bei der dreißig seiner Gemälde gezeigt wurden, wurde er Mitglied der Malergruppe Generación del Trece.
Er verdiente seinen Lebensunterhalt mit anatomischen Zeichnungen für die Escuela de Medicina, bis ihm die chilenische Regierung 1920 einen Studienaufenthalt in Europa ermöglichte. Er hielt sich in Rom auf und nahm Unterricht bei Eduardo Chicharro y Agüera, dem Direktor der Real Academia de Bellas Artes de San Fernando.
Nach seiner Rückkehr 1922 bereiste er Südchile, wo er Landschaften malte und die Bräuche der Araukaner darstellte. 1924 ging er nach Traiguén, wo er drei Jahre lebte und eine Mal- und eine Musikakademie gründete. Später unterrichtete er an der Academia de Pintura in
Linares, von wo aus er eine Reise durch die Magellanstraße unternahm. 1934 kehrte er nach Santiago zurück. Seine letzten beiden Lebensjahre verbrachte er in Viña del Mar.
Blieb ihm der große Erfolg als Maler zu Lebzeiten verwehrt – die einzige Einzelausstellung 1922 in Santiago war enttäuschend –, so wurde er nach seinem Tod durch mehrere Werk-Retrospektiven (1953, 1956, 1957, 1972) und Einzelausstellungen geehrt. Seine Werke finden sich u. a. in den Sammlungen des Museo Nacional de Bellas Artes, des Museo de Arte y Artesanía de Linares, des Museo de Arte Contemporáneo der Universidad de Chile und der Pinakothek der Universidad de Concepción.

## Werke
- Casas de San Marino
- El baile de las Enanas Magallanes
- Paisaje
- Retrato de don Crescente Errázuriz Valdivieso
- Autorretrato con blusa amarilla
- Primavera desde Mi Taller
- Angostura Inglesa
- Golfo de Corcovado
- Molino de Osorno
- El Castillo Yarur
- Figura de Hombre
- Figura de Mujer en Movimiento
- Bosquejo 3 Figuras Escena Mapuche
- Figuras junto a una Carreta
- Estudio de Cabeza
- Retrato de Elsa Aguilar
- San Pablo
- Croquis Figura Mujer
- Figura de Mujer Sentada
- Catedral de Marsella
- Paisaje, 1930